# توماس أوفرتون مور
توماس أوفرتون مور هو فلاح وسياسي أمريكي، ولد في 10 أبريل 1804 في مقاطعة سامبسون في الولايات المتحدة، وتوفي في 25 يونيو 1876 في الإسكندرية في الولايات المتحدة. نشط حزبياً في الحزب الديمقراطي. وقد انتخب حاكم لويزيانا ‏ (23 يناير 1860 – 25 يناير 1864) وانتخب عضو مجلس نواب لويزيانا ‏.